# Volksbuch

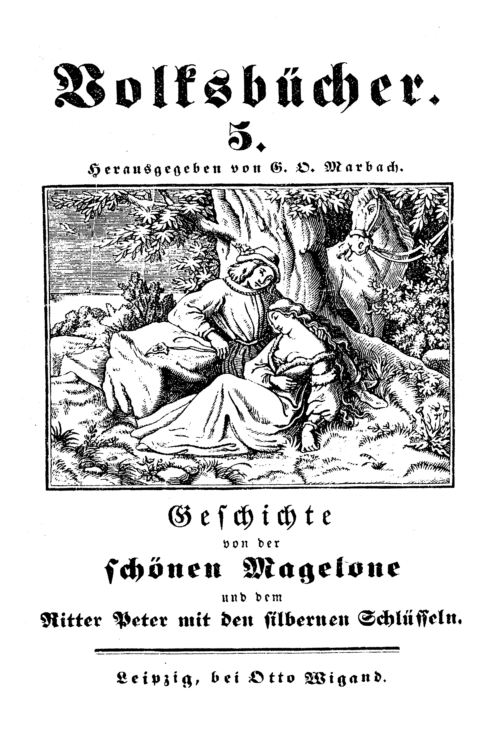
Gotthard Oswald Marbach (Hrsg.): Geschichte von der schönen Magelone (= Volksbücher. Band 5). Wigand, Leipzig 1838(–1849)

Volksbuch ist eine „Buchgattung des 18. und 19. Jahrhunderts mit Vorläufern im Zeitalter des Frühdrucks“. Der Begriff wurde gegen Ende des 18. Jahrhunderts von dem Lehrer und Publizisten Joseph Görres in Anlehnung an das Volkslied-Konzept Johann Gottfried von Herder eingeführt und bezeichnet Schriften, die als volkstümlich angesehen werden. Die noch junge Literaturwissenschaft des frühen 19. Jahrhunderts suchte Werke einer nationalen Tradition. Zu diesem Zweck wandten die Sammler der Texte ihren Blick zurück bis in das Mittelalter. Unter das Volksbuch-Konzept fallen nach heutigem Verständnis eine ganze Reihe von Textsorten, zum Beispiel Sagen, Legenden und Schwänke. Vielfach werden auch Versromane des Mittelalters oder gedruckte Prosaromane als Volksbücher veröffentlicht. Weder spezifische Stoffe noch eine einheitliche Herkunft zeichnen die Titel dieses Marktes aus.

## Die teutschen Volksbüchervon Joseph Görres (1807)
Joseph Görres veröffentlichte im Jahr 1807 ein Buch mit dem Titel Die teutschen Volksbücher. Nähere Würdigung der schönen Historien-, Wetter- und Arzneybüchlein, welche theils innerer Werth, theils Zufall, Jahrhunderte hindurch bis auf unsere Zeit erhalten hat beim Verlag Mohr und Zimmer in Heidelberg. Er widmete seine Veröffentlichung dem Hauptvertreter der sogenannten Heidelberger Romantik, Clemens Brentano, mit dem er befreundet war. Brentanos Bibliothek diente auch als Grundlage der Sammlung.
Das Buch ist eine wertende Übersicht von insgesamt 49 sogenannten Volksbüchern, die (nach Görres) im deutschsprachigen Raum beliebt waren, begleitet von einem „Traktat über die Volksbücher […], ein[em] weitere[n] Traktat (S. 262–306), eine teils philosophisch-religiös, teils faktenbezogene Betrachtung zur abendländischen Geschichte seit der Antike mit zunehmender Fokussierung auf die Literatur und schließlich ein auf 1807 in Heidelberg datiertes Nachwort.“ Er gliedert die Werke nach ihrer Funktion und stellt Übergänge zwischen belehrender, unterhaltender, phantastischer, humorvoller und religiöser Literatur heraus. Aus heutiger Perspektive würde man die von ihm aufgeführten Texte unter anderem als Exempelsammlung (Sieben weise Meister), Versroman (Herzog Ernst, Gregorius) Schwank (Til Eulenspiegel, Lalebuch), Prosaroman (Fortunatus, Haimonskinder, Veit Warbecks Magelone), Erzählung (Johann Leonhard Rosts Eine schöne lesenswerte Historie von dem unschätzbaren Schloss in der afrikanischen Höhle Xaxa, eine Bearbeitung einer Geschichte aus Tausendundeiner Nacht), (halbfiktionaler) Reisebericht (Mandeville), Sage (Rübezahl) oder Gebrauchsliteratur (darunter z. B. Arzneibücher, gelehrte Schriften von Albertus Magnus, Zunftbücher und Rätselbücher) ansehen.

Görres hat mit der Ausgabe eine kulturpolitische und literaturgeschichtliche Absicht verfolgt. Er wollte das in seinen Augen abgewertete und vergessene Erzählgut des „gemeinen Volkes“ rehabilitieren und damit zeigen, dass in diesen Schriften ein originärer, prägender „Volksgeist“ sichtbar wird, ähnlich den „Volksliedern“ Herders. Dabei ging es ihm um die Versöhnung zwischen der hohen und der volkstümlichen Literatur: 
Fernab von dem Kreise höherer Literatur, und ihrem vornehmen Tun und Treiben, hat unscheinbar und wenig gekannt bis auf die letzten Zeiten die Volksliteratur bestanden; die feinere Schwester hat ihrer niederen Abkunft sich geschämt, und hat’s nicht geliebt, viel Redens von ihr zu machen, und sie immer nur halb spöttisch von der Seite angesehen, damit sie nicht unbescheiden sich an sie drängen möge. Da vieler Hochmut in dieser Zeit zu Fall gekommen, so ist zu hoffen, daß auch diese Ziererei ihr Ende gefunden hat. Das angezeigte Buch wollte die Versöhnung zwischen den beiden, die, obgleich aus einem Stamm hervorgegangen, doch einander so fremd gewordenwaren, begründen und es scheint, als ob es ihm zum Teil gelungen sei.
Er forderte die gebildeten Klassen auf, die kulturellen Wurzeln im „Volk“ nicht zu verleugnen und sah darin die Grundlage einer nationalen Identität. Das Mittelalter sah Görres stark idealisiert als Schlüssel zur kulturellen Vergangenheit der Nation. Wissenschaftliche Exaktheit stand bei seinem Vorhaben nicht im Vordergrund; Görres wollte begeistern und das Interesse für die nationale Vergangenheit wecken. Das zeigt sich beispielsweise in seiner Auswahl von Texte aus Brentanos Bibliothek, bei der er Werke überging, die seiner Auffassung nach nicht bekannt genug waren oder auf Grund ihrer kostbaren Ausstattung nicht volksnah genug erschienen. Seine romantische Faszination für das Mittelalter spiegelt sich auch in folgenden Worten:
Welch eine wunderseltsame Zeit ist nicht dies Mittelalter, wie glühte nicht in ihm die Erde liebeswarm und lebenstrunken auf; wie waren die Völker nicht kräftige junge Stämme noch, nichts Welkes, nichts Kränkelndes, alles saftig, frisch und voll, alle Pulse rege schlagend, alle Quellen rasch aufsprudelnd, alles bis in die Extreme hin lebendig! Der Norden hatte früher seine kalten Stürme ausgesendet, wie Schneegestöber hatten die mitternächtlichen Nationen über den Süden sich hingegossen, dunkel zog sich’s um die bleiche Sonne her, da gieng der Erdgeist zur tiefen Behausung nieder, da wo in gewölbter Halle das Centralfeuer brennt, und legte sich, während außen die Orkane heulten, zum Schlafe nieder; die Erde aber erstarrte, als wäre sie zum Magnetberge geworden,und es wollten nicht mehr die Lebensquellen in den Adern rinnen, und der Blumenflor des Alterthums verwelkte, und die Zugvögel suchten an den Wendekreisen eine wärmere Sonne auf. Aber die Fluthen hatten sich verlaufen, die Stürme hatten ausgetobt, der Schnee war weggeschmolzen, wie die lauen Winde wiederkehrten, und warbefruchtend in die Erde eingedrungen, […] und es war ein ahnend Sehnen in dem Gemüthe aller Dinge und ein freudig sinnend Verlangen in allem Irdischen, als das Mittelalter begann.
Die volkskundliche Beschäftigung sollte als Beitrag zur Bildung eines kulturellen Selbstbewusstseins im Zeitalter des gesellschaftlichen Wandels dienen. Das von ihm dargelegte Konzept vom sogenannten „Volksgeist“ und die Annahme unterscheidbarer „Nationalcharaktere“ ist ein Bausteinen, auf den sich der deutsche Nationalismus im 19. und 20. Jahrhundert gründet.

## Die deutschen Volksbücher wiedererzähltvon Gustav Schwab (1836/1837)
Gustav Schwab war Lehrer und Redaktuer beim Brockhaus-Verlag in Leipzig. Später wurde er zum wichtigsten Berater des Cotta-Verlages. Neben seinen eigenen Veröffentlichungen redigierte er Texte und förderte junge Autoren, darunter Eduart Mörike und Theordor Fontane. Schwab gilt als einer der entscheidenden Vertreter der Tübinger Romantik. Viele Literaturschaffende, darunter Goethe, schätzten ihn als literarischen Mittler. Heute ist er kaum bekannt und wenig erforscht. Zunächst noch unter dem Titel Buch der schönsten Geschichten und Sagen für Alt und Jung veröffentlichte Schwab eine Anthologie in zwei Bänden in den Jahren 1836/37. Später erschienen, auf Wunsch seines Verlegers, der das Buch verkaufsfördernd Volksbuch nennen wollte, mehrere Neuauflagen unter dem Titel Die deutschen Volksbücher wiedererzählt von Gustav Schwab. Schwabs Interesse war kein primär philologisches, sondern vor allem pädagodisch. Sein Vorhaben waren Ausgaben für jugendliche Leser. Enthalten waren die folgenden Titel in Reihenfolge des Abdrucks:

### Band 1 (1836)
- Die Historie vom gehörnten Siegfried von 1726
- Die schöne Magelone
- Der arme Heinrich
- Hirlanda
- Genovefa
- Das Schloss in der Höhle
- Griseldis (Petrarca) aus dem Lateinischen übersetzt von Heinrich Steinhöwel
- Robert der Teufel
- Die Schildbürger
- Die vier Heymonskinder

### Band 2 (1837)
- Kaiser Octavianus
- Die schöne Melusina (Thüring von Ringoltingen)
- Historie vom Herzog Ernst von Bayern und Österreich
- Doctor Faustus
- Fortunat und seine Söhne

## Karl Simrock und die Volksbücher
Karl Simrock war einer der bedeutendsten Germanisten des 19. Jahrhunderts. Ursprünglich hatte er Jura studiert, wurde aber in seiner Zeit als Rechtsreferendar am Berliner Kammergericht 1830 entlassen, weil er in einem Gedicht die Pariser Julirevolution feierte. Seine finanzielle Situation erlaubt ihm das Dasein eines Privatgelehrten. Er war Schüler von Friedrich Heinrich von der Hagen und Karl Lachmann und wandte sich nach seiner Entlassung ganz seinen literarischen Interessen zu. Er pflegte Freundschaften und berufliche Kontakte mit den Brüdern Jacob und Wilhelm Grimm und mit Ludwig Uhland. Zur Popularisierung der Rheinromantik trug er eine Anthologie mit Rheinballaden bei, zu der er ein eigenes Gedicht beisteuerte. Ab 1850 hatte die erste Professur der Germanistik an der Universität Bonn inne, zunächst ohne Geld dafür zu bekommen. Insgesamt veröffentlicht er die erste Sammlung von Volksbüchern noch vor seiner Berufung zwischen 1839 und 1843, teilweise gleichzeitig, zwischen 1839 und 1851, erscheint eine weitere Reihe von insgesamt 58 Volksbüchern in einzelnen Bänden und zwischen 1845 und 1867 noch einmal 13 Bände. Er widmet sich im Wesentlichen Erzähltexten und erweitert Görres Textbestand. Die Titelblätter seiner Anthologien sind erkennbar romantisch geprägt und versprechen die Authentizität der abgedruckten Werke, entsprechen jedoch nicht den seit Lachmann üblichen Standards von Editionen.

### Deutsche Volksbücher: Nach den ächtesten Ausgaben hergestellt(1839)
Unter dem Titel Deutsche Volksbücher. Nach den ächtesten Ausgaben hergestellt. Mit mehr als hundert schönen Holzschnitten. Wohlfeilste Ausgabe. werden 1839 fünf Bände in einem Band von Karl Simrock in der Berliner Vereins-Buchhandlung herausgegeben. Die Ausgaben sind jeweils mit einer Titelvignette und insgesamt 116 Holzschnitten von Friedrich Wilhelm Gubitz nach Zeichnungen von Hans Holbein ausgestattet.
1. Band: Salomon und Morolf: eine gar anmuthige Historie …  (Digitalisat).
2. Band: Eine schöne merkwürdige Historie des heiligen Bischofs Gregorius auf dem Stein genannt. (Digitalisat).
3. Band: Die sieben weisen Meister … (Digitalisat).
4. Band: Seltsame und wunderbarliche Historien Till Eulensppiegels … (Digitalisat).
5. Band: Wunderseltsame, abenteuerliche und bisher unbeschriebene Geschichten und Thaten der Schildbürger in Misnopotamien, hinter Utopia gelegen … (Digitalisat).

### Die deutschen Volksbücherherausgegeben von Karl Simrock (1845–1867)
Zwischen 1845 und 1867 veröffentlicht er eine Textsammlung mit dem Titel Die deutschen Volksbücher. Gesammelt und in ihrer ursprünglichen Echtheit wiederhergestellt. Das Werk ist heute im Wesentlichen von wissenschaftsgeschichtlichem Interesse, weil in den Schriften Simrocks Zweispalt zwischen den strengen literaturwissenschaftlichen Maßstäben seines Mentors Lachmann und seinen romantisch-nationalistischen Neigungen sichtbar wird. In der Bildungsgeschichte des 19. Jahrhunderts liegt seine Bedeutung in seiner auf das zeigenössische Publikum gerichteten, starken bemühen um die Popularisierung der Literatur des Mittelalters durch Übersetzungen und Bearbeitungen.
Die 13 Bände der Deutschen Volksbücher enthalten die folgenden Texte:
- Band 1 (1845): Heinrich der Löwe / Die schöne Magelone / Reineke Fuchs / Genoveva (Digitalisat).
- Band 2 (1845): Die Haimonskinder / Friederich Barbarossa / Kaiser Octavianus (Digitalisat).
- Band 3 (1846): Peter Dimringer von Staufenberg / Fortunatus / König Apollonius von Tyrus / Herzog Ernst / Der gehörnte Siegfried / Wigoleis vom Rade (Digitalisat).
- Band 4 (1846): Dr. Johannes Faust / Doctor Johannes Faust, Puppenspiel / Tristan und Isolde / Die heiligen drei Könige (Digitalisat).
- Band 5 (1847): Deutsche Sprichwörter (Digitalisat).
- Band 6: Melusina / Margraf Walther / Gismunda / Der arme Heinrich / Der Schwanenritter / Flos und Blankflos / Zauberer Virgilius / Bruder Rausch / Ahasverus (Digitalisat).
- Band 7: Fierabras / König Eginhard / Das deutsche Räthselbuch / Büttner - Handwerksgewohnheiten / Der Huf- und Waffenschmiede-Gesellen Handwerksgewohnheit / Der Finkenritter (Digitalisat).
- Band 8: Die Deutschen Volkslieder (Digitalisat).
- Band 9: Der märkische Eulenspiegel / Das deutsche Kinderbuch / Das deutsche Räthselbuch II / Thedel Unverfährt von Walmoden / Hugschapler (Digitalisat).
- Band 10: Die sieben Schwaben / Das deutsche Räthselbuch. Dritte Sammlung / Oberon oder Hug von Bordeaux / Till Eulenspiegel / Historie von der geduldigen Helena (Digitalisat).
- Band 11: Pontus und Sidonia / Herzog Herpin / Ritter Galmy (Digitalisat).
- Band 12: Thal Josaphat / Hirlanda / Gregorius auf dem Stein / Die sieben weisen Meister / Ritter Malegis (Digitalisat).
- Band 13: Hans von Montevilla / Aesops Leben und Fabeln / Meister Lucidarius / Zwölf Sibyllen Weissagungen / Lebensbeschreibung des Grafen von Schaffgotsch (Digitalisat).

## Die deutschen Volksbücherherausgegeben von Richard Benz (1911–1924)
Die deutschen Volksbücher. Ein Beitrag zur Geschichte der deutschen Dichtung ist eine deutsche Buchreihe, die von 1911 bis 1924 in Jena im Verlag Eugen Diederichs erschien. Die Reihe wurde vom Germanisten und Schriftsteller Richard Benz herausgegeben. Er übersetzte die Legenda Aurea ins Deutsche und verfasste eine Dissertation über die Deutsche Romantik. Wegen seiner Tendenz zu völkischem Gedankengut war der Privatgelehrte zunächst beliebt bei den Nationalsozialisten. Das bewahrte Teile seine Werke später jedoch nicht vor der Bücherverbrennung.
Es erschienen insgesamt 6 Bände:
1. Band (1911): Historia von D. Johann Fausten, dem weitbeschreyten Zauberer und Schwarzkünstler.
2. Band (1912): Die sieben weisen Meister [nach der Heidelberger Handschrift cod. pal. germ. 149, mit Berücksichtigung der Drucke des 15. Jahrhunderts und des cod. pal. germ. 106] Digitalisat
3. Band (1912): Fortunatus
4. Band (1912): Till Eulenspiegel
5. Band (1912): Historie von Tristan und Isalde [nach dem ältesten Druck, der 1484 bei Anton Sorg in Augsburg erschien]
6. Band (1913) Die deutschen Volksbücher. Ein Beitrag zur Geschichte der deutschen Dichtung
7. Band (1924): Das Buch der Geschicht des großen Alexanders (Johannes Hartlieb: Alexander (herausgegeben nach den Heidelberger Handschriften) cod. pal. germ. 88 und cod. pal. germ. 154 und den Drucken des 15. Jahrhunderts)

## Weitere Volksbücher
Die Volksbuchausgaben Gotthard Oswald Marbachs erschienen zwischen 1838 und 1853 in diversen Heften mit den Illustrationen Ludwig Richters. Die günstigen Ausgaben sollten auch der ärmeren Bevölkerung den Erwerb ermöglichen: 
„Jahrhunderte haben diese Bücher in unsterblicher Jugend sich erhalten, und die Verachtung, mit welcher sie von der Masse der Halbgebildeten betrachtet wurde, hat sie nicht zu verdrängen vermocht. Das Volk hat sie geliebt und gesucht, obgleich sie ihm nur in elenden Drucken geboten wurden. Jetzt haben die edelsten Geister der Nation den hohen poetischen Werth der meisten dieser Werke anerkannt, und jetzt ist es Zeit: dem Volke zu geben, was des Volkes ist, in einer zeitgemäßen, schönen Ausgabe und zu einem Preise, daß auch dem Armen die Anschaffung leicht wird.“ (Bücheranzeige von 1818)
„Meyers Volksbücher“ erschienen als Reihe zwischen 1886 und 1916 und enthielten neben zeitgenössischen Autoren wie Heinrich Heine (bspw. Buch der Lieder, Nr. 245) auch literarische Werke diverser Epochen, Lessings Hamburgische Dramaturgie (Nr. 731) sowie Briefe von Wilhelm von Humboldt an eine Freundin (Nr. 307). Auch Neuauflagen der Volksbücher von Schwab waren darunter (Doktor Faustus). Selbst eine „Gewerbordnung für das Deutsche Reich“ (Digitalisat) und das „Handelsgesetzbuch“ (Nr. 1277) zählten zu den veröffentlichten Titeln, die über die erzählende Literatur deutlich hinausgingen. Es erschienen noch unzälige weitere Reihen und Einzelpublikationen, teilweise auch für einzelne Bevölkerungsgruppen. So gab es Sammlungern für ein katholisches, norddeutsches oder pommersches Publikum oder solches mit einer Vorliebe für illustrierte Ausgaben.
Biographien nahmen ebenfalls Teil der Publikationen ein. Es erschien im 19. Jahrhundert zu vielen Preußischen Königen ein „Volksbuch“. Der Schulreformer Heinrich Pestalozzi veröffentlichte Der Held als Menschenbildner und Volkserzieher. Ein Haus- und Volksbuch (O. Wigand, Leipzig 1861). 1870 kam das Volksbuch vom Grafen Bismarck von Wolfgang Bernhardi hinzu (Digitalisat). Martin Luther ist unter den Helden des Genres ebenso vertreten wie Andreas Hofer, letzterer mit Andreas Hofer und seine Kampfgenossen. Ein Jugend- und Volksbuch von Hans Schmölzer (Wagner, Innsbruck 1900).
Der Markt war überwiegend politisch, wobei Ehrenreich Eichholz mit seinem Schicksale eines Proletariers. Ein Volksbuch (Leipzig, 1846) eine Ausnahme blieb. Den Volksbüchern haftete eine deutschnationale Tendenz an, wie man an Titeln wie Nach Frankreich! Der französische Krieg von 1870 und 1871. Ein Volksbuch mit Illustrationen, von einem Rheinländer (Kreuznach, 1871) oder Unsere Flotte. Ein Volksbuch für Jung und Alt von Kapitän Lutz (A. Stein, Potsdam 1898) nachvollziehen kann.
Nicht alle Veröffentlichungen erreichten eine so große Verbreitung wie die Ausgaben von Görres, Schwab und Simrock. Neben den Zusammenstellungen von älteren Texten, die neu publiziert wurden, wurden auch zeitgenössische Texte unter dem Label „Volksbücher“ veröffentlicht. Eine hochdeutsche Version von Jeremias Gotthelfs Roman Uli, der Knecht wurde für den deutschen Markt mit dem Zusatz Ein Volksbuch. Bearbeitung des Verfassers für das deutsche Volk veröffentliucht. Das legt einen verkaufsfördernden Charakter nahe. Marie von Ebner-Eschenbach veröffentlichte eine Sammlung von Erzählungen, die sozialen und moralische Fragen des 19. Jahrhunderts behandeln. Es trägt den Titel Ein Buch, das gern ein Volksbuch werden möchte (Berlin: Paetel 1909). Ironisch gebrochen geht diese Entwicklung nimmt Gerhard Branstners Die Bommelanten auf der Reise zum Stern der Beschwingten. Ein utopisches Volksbuch den „Volksbuch“-Gedanken auf.

### „Volksbücher“ in der Zeit des Nationalsozialismus
Das bereits von Beginn an nationalistisch aufgeladene Konzept vom „Volksbuch“ wurde von den Nationalsozialisten für ihre Propaganda aufgegriffen. Ein Höhepunkt der Buchproduktion lag in den frühen Jahren des „Dritten Reichs“, in denen es für Antimodernismus und das Bekenntnis zur auf das Volk gerichteten Propaganda stand. Dass der Begriff nicht erstmalig mit der Machtübernahme der Nationalsozialisten in einem propagandistischden Kontext verwendet wurde, zeigt etwa Gustav Kraitscheks bereits 1923 erschienene, pseudo-wissenschaftliche Rassenhygiene-Schrift „Rassenkunde mit besonderer Berücksichtigung des deutschen Volkes, vor allem der Ostalpenlander“ (Urgeschichtliche Volksbücher im Auftrag der Wiener prähistorischen Gesellschaft, Band 1, Wien). Einen Anfang der gezielt propagandistischen Buchproduktion machte Georg Schott mit dem Buch, das zur ersten Biographie Adolf Hitlers wurde: Das Volksbuch vom Hitler (München: K. H. Wiechmann 1924, Digitalisat). Der Zweite Weltkrieg wurde bereits in der 1935 erschienenen Propagandaschrift Flieger voran! Das deutsche Volksbuch vom Fliegen von Richard Schulz (Digitalisat) vorbereitet. In den letzten Kriegstagen erschien Hans Friedrich Bluncks Das Volksbuch der Sage vom Reich (Prag: Noebe 1944). Blunck, der erste Präsident der Reichsschrifttumskammer, stellte sein Buch, wie andere schon vor ihm, durch die Wahl des Titels in die Tradition der nationalistisch-romantisierenden Literaturauffassung, die antimodernistisch geprägt ist.

### „Volksbücher“ nach 1945
Nach dem Zweiten Weltkrieg lag es nahe, das „Volksbuch“ als Bezeichnung zu meiden oder neu zu besetzen. Mit pazifistischem Gestus veröffentlichte Otto Gollin Welt ohne Krieg. Ein Lese- und Volksbuch für junge Europäer. eingeleitet von Axel Eggebrecht (Düsseldorf: Komet-Verl. 1948). Mitunter wurde der Begriff „Volksbuch“ unkritisch weiterverwendet wie beispielsweise im Nachschlagewerk Der Gesundheits-Brockhaus. Volksbuch vom Menschen und der praktischen Heilkunde, … einer Anleitung zur Ersten Hilfe bei Notfällen sowie einem Modell der inneren Organe (Wiesbaden: E. Brockhaus, 1956) von Helmut Mommsen, der in der NS-Zeit Mitglied der NSDAP, der SA und des Nationalsozialistischen Deutschen Ärztebunds war.

## „Volksbuch“ als unpassender Gattungsbegriff für Literatur des 15. und 16. Jahrhunderts
Die Bezeichnung „Volksbuch“ und eine Einordnung von literarischen Texten des späten Mittelalters in diese Kategorie gilt spätestens seit Jan-Dirk Müllers wegweisenden Forschungsbericht 1985 im IASL in der germanistischen Forschung nicht mehr als angemessen. André Schnyder sieht den Begriff bereits 1977 am Ende: „Den Schlusspunkt setzt 1977 ein Fachbuch aus dem Kreis der Germanistik mit einem wohl von ikonoklastischem Gestus nicht freien Titel: ‚Der Mythos vom Volksbuch. Studien zur Wirkungsgeschichte des frühen deutschen Romans seit der Romantik‘.“ „Volksbuch“ wurde im 20. Jahrhundert als Gattungsbegriff zum Synonym für Texte des 15. und 16. Jahrhunderts, die Stoffe aus der mittelalterlichen Versepik in „anspruchslose Prosa“ verwandelten. Die frühe Literaturwissenschaft des 20. Jahrhunderts deutete die Texte aus dieser Zeitspanne in abwertender Absicht als „volkstümlich“ oder „bürgerlich“ und im Gegensatz zur qualitativ höher bewerteten Literatur des hohen Mittelalters.

„Volksbuch“ ist aus wissenschaftlicher Sicht als Bezeichnung für Texte des 15. und 16. Jahrhunderts unhaltbar. Ein Grund dafür ist, dass der Begriff aus der Unterscheidung von Populärkultur und Hochkultur eine Wertung ableitet und die Textauswahl gleichzeitig nicht berücksichgt, ob diese Texte vor der Publikation im 19. oder 20. Jahrhundert verbreitet waren. So gehen beispielsweise die Fierrabras-„Volksbücher“ von Simrock und Gustav Büsching auf einen Prachtdruck des Prosaromans aus dem Jahr 1533 zurück, der von einem Adligen (Johann II. von Simmern) übersetzt und in einer Hofbuchdruckerei mit teurer Ausstattung gedruckt wurde. Die Erzählung wurde seit 1603 nicht mehr neu gedruck wurde. Die letzte Auflage war vermutlich ein Ladenhüter, sodass man den Text Ende des 19. Jahrhunderts nicht als populär bezeichnen kann. Ein weiteres Argument den historischen Begriff nicht mehr in diesem Zusammenhang zu nutzen, ist die Auswahl der Texte als „Volksbücher“, die von einem bestimmten ideologischen Programm bestimmt waren, wie etwa bei Görres geschehen (siehe oben). Einen weiteren Grund liefert Nina Scheibel. Sie erklärt, dass viele Aspekte, die dem „Volksbuch“ in der älteren Forschung als Absteigstendenz zugeschrieben
„ wurden, […] als Ergebnis veränderter literarischer Kommunikationsbedingungen bestimmt werden konnten. Diese Annahmen wirkten der gerade in der Volksbuchforschung häufig vertretenen These, die Prosaromane seien letztlich abgesunkenes Kulturgut, entgegen. Zeitgenössisch virulente Phänomene und Wandelerscheinungen, wie etwa die Reformation, der Medienwandel, Veränderungen in Wissensordnungen und Gesellschaft, wurden somit auf beiden Seiten zu Argumenten für je spezifische ästhetische, erzählerische und strukturelle Konfigurationen […].“
Gleichzeitig füllt „Volksbuch“ die begriffliche Lücke zwischen dem Versroman und dem modernen Roman, der mit den europäischen Literaturen und der Bildungselite des 17. Jahrhunderts verknüpft wird. Der Begriff bleibt inhaltlich unklar, weil er keine eindeutigen Abgrenzungen anbietet. Er behauptet fälschlich eine Homogenität der Untersuchungsgegenstände, obwohl diese nicht vorhanden ist. Die verschiedenen Merkmale, die dem „Volksbuch“ zugeschrieben werden treffen auf die Texte, die von Görres oder Schwab als solche bezeichnet werden zudem häufig nicht zu. Die sogenannten „Volksbücher“ entstanden nicht aus dem „Volk“ heraus. Görres verstand unter „Volk“ wohl eine gemeinsame Abstammung und Nationalsprache. Viele der erzählenden Texte gehen jedoch nicht auf eine nationale Tradition zurück, sondern bearbeiten beispielsweise Stoffe auf der französischen (Die schöne Magelone, Melusine) oder sogar außereuropäischen Literatur (Sieben weise Meister). An Görres Kommentaren zu den von ihm herausgegebenen Texten lässt sich ablesen, dass die Texte seinen nationalistischen Vorstellungen mitunter nicht entsprachen: 
„So ist's daher außer allem Zweifel, daß Franzosen, Italiäner und Teutsche den Roman aus dem Spanischen hergenommen haben, daß er aber dort einheimisch sey, dagegen spricht durchaus der Geist des ganzen Werks, indem kaum irgend eine Spur der spanischen Natur darin zu finden ist. In sich gekehrt und auf sich allein ruhend erscheint diese Natur; wenig von jenem zerstreuenden, unstäten, zerfließenden nordischen Geiste ist in ihr, der zerrinnen mögte in die ganze umgebende Welt, und Alles durchdringen und erkundigen.“
Die als „Volksbücher“ vermarkteten Textsammlung, sind außerdem nicht auf erzählende Literatur begrenzt. Die Autoren aus dem Umfeld der literarischen Romantik schließen neben Schwankliteratur, Prosaromanen, Verromanen und Historienliteratur sogar Kalender und Bibeln ein. Diese Gründe weisen nach, dass das „Volksbuch“ als Gattungsbegriff für Texte des 15. und 16. Jahrhunderts bzw. des Frühdrucks in der Literaturwissenschaft unbrauchbar ist, da unklar bleibt, was der Begreiff bezeichnet.

### Ausgaben (Auswahl)
- Joseph Görres: Die teutschen Volksbücher. Nähere Würdigung der schönen Historien-, Wetter- und Arzneybüchlein, welche theils innerer Werth, theils Zufall, Jahrhunderte hindurch bis auf unsere Zeit erhalten hat. Mohr und Zimmer, Heidelberg 1807.
- Joseph Görres: Beiträge zu den Heidelbergischen Jahrbüchern der Literatur 1808-1813. In: Wilhelm Schellberg in Verbindung mit Max Braubach (Hrsg.): Gesammelte Schriften herausgegeben im Auftrag der Görres-Gesellschaft. Band 4. Gildeverlag, Köln 1926, S. 10.
- Gustav Schwab (Hrsg.) Die deutschen Volksbücher. 6 Bände. 1830–1840.
- Deutsche Volksbücher: Nach den ächtesten Ausgaben hergestellt von Dr. K. Simrock. Mit Holzschnitten von F. W. Gubitz und unter dessen Leitung, nach Zeichnungen von Holbein. Berlin: Vereins-Buchhandlung 1839.
- Karl Joseph Simrock: Sammlung deutscher Volksbücher. 13 Bände. Frankfurt 1845–1867.
- Gotthard Oswald Marbach (Hrsg.): Volksbücher.  Otto Wigand, Leipzig 1838–1869, mit Illustrationen von Ludwig Richter u. a.
- Deutsche Volksbücher, I, nacherzählt und hrsg. von Gertrud Bradatsch und Joachim Schmidt (mit 37 Holzschnitten nach zeitgenössischen Drucken). Leipzig 1986.
- Bibliographisches Institut (Hrsg.): Meyers Volksbücher. Leipzig 1886–1916.
- Richard [Edmund] Benz (Hrsg.): Drei deutsche Volksbücher. (Die sieben weisen Meister, Fortunatus und Till Eulenspiegel mit den Holzschnitten der Frühdrucke). Heidelberg 1956, Neudruck Köln / Olten 1969 (= Die Bücher der Neunzehn, 177).

### Forschungsliteratur
- Gudrun Bamberger: Jörg Wickram. Ein unerwarteter Erfolg auf dem Literaturmarkt des 16. Jahrhunderts. In: Regina Toepfer (Hrsg.): Klassiker der Frühen Neuzeit. Band 43. Weidemann, Hildesheim 2022, ISBN 978-3-615-00447-2.
- Johannes Barth: Simrock, Karl. In: Neue Deutsche Biographie. Band 24 (Online-Version). 2010.
- Martin Behr: Buchdruck und Sprachwandel. Schreibsprachliche und textstrukturelle Varianz in der 'Melusine' des Thüring von Ringoltingen (1473/74–1693/93) (= Lingua Historia Germanica. Band 6). Berlin / Boston 2014.
- Christa Bertelsmeier-Kierst: Erzählen in Prosa. Zur Entwicklung des deutschen Prosaromans bis 1500. In: Zeitschrift für deutsches Altertum und deutsche Literatur. Band 143, Nr. 2, 2014.
- Urs Büttner: Gattungen als imaginäre Kontexte. Vier Funktionsgeschichten der ‚Volksbücher‘. In: Internationales Archiv für Sozialgeschichte der deutschen Literatur. Band 41, Nr. 1, 2016, S. 21–40.
- Catherine Drittenbass und André Schnyder (Hrsg.): Eulenspiegel trifft Melusine. Der frühneuhochdeutsche Prosaroman im Licht neuer Forschungen und Methoden. Akten der Lausanner Tagung vom 2. bis 4. Oktober 2008. (Chloe: Beihefte zum Daphnis 42) Amsterdam; New York 2010. ISBN 978-90-420-3060-2.
- Hartmut Fröschle: Schwab, Gustav. In: Verfasser-Datenbank. De Gruyter, Berlin / New York 2012 (degruyterbrill.com).
- Albrecht Classen: The German Volksbuch. A critical history of a late-medieval genre (= Studies in German language and literature. Band 15). Edwin Mellen Press, Lewiston NY 1995, ISBN 0-7734-9134-1.
- Nikolaus Gatter: Schwab, Gustav. In: Neue Deutsche Biographie (Online-Version). Band 23, 2007, S. 772–774 (deutsche-biographie.de).
- Eckhard Grunewald und Bruno Jahn: Simrock, Karl. In: Verfasser-Datenbank. De Gruyter, Berlin / New York 2012 (degruyterbrill.com).
- Natalia Igl: Görres’ Teutsche Volksbücher in der ideologischen Konstellation der Zeit. Eine Untersuchung der Referenzprobleme und Strategieentwürfe der Volksbuchschrift mit Blick auf den gesellschaftlichen Strukturwandel und dessen Folgeprobleme. Arbeit zur Erlangung des Grades eines Magister Artium an der LMU München. 2005. In: Goethezeitportal: .
- Benedikt Jeßing: Kleine Geschichte des deutschen Romans, Darmstadt 2023.
- Hans Joachim Kreutzer: Der Mythos vom Volksbuch. Studien zur Wirkungsgeschichte des frühen deutschen Romans seit der Romantik. Metzler, Stuttgart 1977, ISBN 3-476-00338-8.
- Wolfgang Liepe: Elisabeth von Nassau-Saarbrücken. Entstehung und Anfänge des Prosaromans in Deutschland. Niemeyer, Halle (Saale) 1920.
- Elfriede Moser-Rath: »Lustige Gesellschaft«. Schwank und Witz des 17. und 18. Jahrhunderts in kultur- und sozialgeschichtlichem Kontext. Stuttgart 1984, ISBN 3-476-00553-4.
- Jan-Dirk Müller: Volksbuch. In: Reallexikon der deutschen Literaturwissenschaft, S. 789–791.
- Jan-Dirk Müller: Volksbuch/Prosaroman im 15./16. Jahrhundert. In: Internationales Archiv für Sozialgeschichte der deutschen Literatur. Sonderheft Forschungsreferate, Nr. 1, 1985, S. 1–128.
- Herta Elisabeth Renk: Volksbuch. In: Dieter Burendorf, Chriostoph Fasbender, Burkhard Moenninghoff (Hrsg.): Metzler Lexikon Literatur. Begriffe und Definitionen. 3., völlig neu bearbeitete Auflage. J. B. Metzler, Stuttgart 2007, S. 812 f.
- Rudolf Schenda: Volk ohne Buch. Studien zur Sozialgeschichte der populären Lesestoffe 1770–1910. 2. Auflage. dtv, München 1977.
- Anneliese Schmitt: Die deutschen Volksbücher. Ein Beitrag zur Begriffsgeschichte und zur Tradierung im Zeitraum von der Erfindung der Druckkunst bis 1550. Dissertation Humboldt-Universität, Berlin 1973.
- André Schnyder: Thüring von Ringoltingen und seine 'Melusine'. Oder von derSchwierigkeit, ein Klassiker zu werden. In: Klassiker der Frühen Neuzeit, hrsg. von Regina Toepfer unter Mitarbeit von Nadine Lordick (Spolia Berolinensa 43), Hildesheim 2022,. S. 101–142. DOI: 10.25716/amad-85487
- Olaf Simons: Marteaus Europa oder Der Roman, bevor er Literatur wurde. Rodopi, Amsterdam / Atlanta 2001, ISBN 90-420-1226-9, S. 495–512.